# Jules Giroul (1857-1920)
Jules Victor Lambert Giroul (Vaux-et-Borset, 28 juli 1857 - Hoei, 23 april 1920) was een Belgisch volksvertegenwoordiger.

## Levensloop
Jules Victor Giroul promoveerde tot doctor in de rechten (1881) aan de universiteit van Luik.
Hij werd gemeenteraadslid (1887) en schepen (1890) van Hoei. Van 1892 tot 1894 was hij provincieraadslid. In 1900 werd hij verkozen tot liberaal volksvertegenwoordiger voor het arrondissement Hoei en vervulde dit mandaat tot in 1914.